# Insane (italienische Band)
Insane ist eine italienische Thrash-Metal-Band aus Civitanova Marche, die im Jahr 2002 gegründet wurde.

## Geschichte
Die Band wurde gegen Ende des Jahres 2002 von Bassist und Sänger Dan Montironi, Gitarrist Luke Perozzi und Schlagzeuger Matt Montironi gegründet. Im April 2003 nahm die Band ihr erstes Demo namens Fucking Demo auf, wobei das Lied Death By Command auf der Kompilation Metal Crusade Vol.VIII des deutschen Magazins Heavy oder Was!? erschien. Dadurch wurde das Label Battle Cry Records auf die Band aufmerksam, sodass sie diese unter Vertrag nahm. Im Juli 2004 flog die Band nach Vancouver, Kanada, um ihr Debütalbum Wait and Pray aufzunehmen. Im April 2005 wurde das Album veröffentlicht. Im selben Jahr spielte die Band außerdem auf dem Keep It True.

## Stil
Die Band spielt schnellen klassischen Thrash Metal, der sich an der Musik der 1980er Jahre aus der San Francisco Bay Area entspricht. Die Musik wird dabei mit den alten Werken von Slayer und Metallica verglichen.

## Diskografie
- 2003: Fucking Demo (Demo, Eigenveröffentlichung)
- 2005: Wait and Pray (Album, Battle Cry Records)